# 吳鶴予
吳鶴予，中華民國軍事將領，曾獲抗日英雄奬章，國民政府主席蔣中正特頒忠勤勲章，國民政府主席蔣中正為吳鶴予將軍在抗戰期間著有勲績特頒給勝利勲章，國民政府軍事委員長蔣中正給與陸海空軍甲種二等獎章壹座並合發執照以資證明。其故居在福州市蒼前山跑馬場東山里二號，目前是中華人民共和國國家文物保護區。吳鶴予因吳石匪諜案被判刑十年，疑為冤獄，2018年3月監察院調查程序正義、人證、物證等當時情況。

## 曾任职位
吳鶴予是日本士官學校24期砲科畢業，並以第一名的身分畢業於陸軍大學校16期。其曾任：
- 中華民國軍令部第一廳第二處少將科長
- 陸軍第70軍輜重兵團少將團長
- 陸軍第107師少將參謀長
- 陸軍第107師少將副師長
- 閩北師管區福清團管區少將司令
- 聯合勤務總司令部第三處少將副處長
- 閩南師管區龍溪團管區少將司令
- 閩南師管區少將副司令
- 福州綏靖公署軍官團教務處少將處長
- 東南軍政長官公署作戰部第二處少將處長
- 東南軍政長官公署第三處少將處長
- 國防部第三廳副廳長